# La Rumeur (groupe)
Pour les articles homonymes, voir La Rumeur.
 (avril 2021).
La Rumeur est un groupe de hip-hop français composé de Ékoué, Hamé, Le Bavar, Mourad et de deux DJs, Soul G et Kool M. Ils sont originaires d'Élancourt, de Maurepas dans les Yvelines, et, en ce qui concerne Hamé, de Perpignan.
Depuis le 1° volet (1997) jusqu’à Du Cœur à l'Outrage (2007), La Rumeur prend à contre-pied les schémas habituels dictés par l’industrie du disque à savoir sortir un single, un album, puis faire une tournée. La discographie s’articule sur une base triptyque puisqu'ont paru chronologiquement : trois volets qui sont les solos de chacun des rappeurs, excepté le 3° Volet qui rassemble La Figure de Paria et Le Bavar (maxi) ; et trois albums. Le tout articulé de plusieurs petites tournées. Lors du concert au Trabendo pour les 10 ans de La Rumeur, Ekoué annonce que fort de leur succès, le groupe préparait une prochaine trilogie. Ils organisent une autre série de concerts pour les 20 ans du groupe, en 2015.
Depuis 2011, le groupe explore d'autres formats de création, avec la publication de moyens et longs métrages et de livres.

## Biographie

### Formation et débuts (1995–2001)
Le groupe se nomme au départ Ultime Coalition formé de Ekoué, du Bavar et du Paria, puis se rebaptise La Rumeur en 1995 avec l'arrivée de Hamé. Ekoué, Le Bavar et Mourad dit Le Paria sont originaires d'Élancourt en région parisienne. Hamé est originaire de Perpignan et arrive en région parisienne à l'âge de 17 ans dans le cadre de ses études. 
Le premier membre du groupe à s’illustrer est Ekoué. Il fera connaitre le groupe via sont featuring L'odyssée suit son cours avec Rockin' Squat sur l'album d'Assassin L'Homicide volontaire. Le titre bénéficie d'un clip télédiffusé. Il collabore au fil de sa carrière notamment avec Assassin, Kalash, Less du Neuf, Vasquez de Less du Neuf, Calbo d'Arsenik, K-reen, MacTyer, Dany-Dan, Sheryo et Casey (avec entre autres Chacun son raccourci et On ne présente plus la famille). 

### Formation institutionnelle du groupe.
Ekoué est titulaire d'une maîtrise en Sciences Politiques, d'un DEA en Droit public et soutient une thèse sur « l'abstention dans les zones urbaines sensibles. » Il est également diplômé de l'Institut d'études politiques de Paris. 
Hamé, de son vrai nom Mohamed Bourokba, est né en 1975. Il est titulaire d'un DEA de cinéma et de sociologie des médias et a récemment étudié à la Tisch School of the Arts de l'université de New York pendant 1 an.

### La Trilogie

#### Premier volet:Le Poison d'avril
Ekoué, jusque-là aperçu avec Assassin, envoi le désormais classique du rap Français « Blessé dans mon égo». Le titre parle de la double culture de cette première génération d'enfants d'immigrés africains nés sur le sol Français. Ekoué parle de son premier voyage dans le pays de ses parents le Togo, de sa rencontre avec sa famille et la culture Togolaise. Le succès du titre vient probablement du fait qu'il est le premier à aborder cette thématique dans un morceau dédié. Il se démarque aussi des thématiques du Rap US, les afro-américains étant majoritairement descendants d’esclaves, ayant perdu leurs liens familiaux en Afrique.
Ce premier EP 5 titres sorti en 1997 sur le label FUAS Music au format Vinyle et CD s'écoule à cinquante mille exemplaires.

#### Deuxième volet:Le Franc-Tireur
Hamé est en solo sur quatre des cinq titres de ce deuxième EP sortie en 1998 aux formats CD et Vinyle. L'angle et les thématiques de cet EP sont assez rares dans le Rap Français. La rumeur revendique un rap de fils d'immigré et en fait le sujet central de cet EP. Entre lutte des classes et colonisation, Hamé est le premier rappeur à évoquer le massacre du 17 octobre 1961 sur le titre "On m'a demandé d'oublier". A l'heure où les partis politiques de droite revendiquent la non repentance de l'état face à son passé colonial, Hamé liste les crimes coloniaux que la classe politique de droite tente selon lui de faire oublier.
L'EP connaît un franc succès, au même titre que le précédent EP d'Ekoué malgré le refus de la principale radio rap de l'époque (Skyrock) de jouer les titres de La Rumeur que ce soit en playlist ou en émission spéciale. Ce deuxième volet s'écoulera à quinze-mille exemplaires tout format confondu.
Musicalement Franc-Tireur se démarque par l'utilisation de sample issus de musique Africaine là où le rap se contentait de sampler la musique Afro-américaine. 

#### Troisième volet:Le Bavard & Le Paria
L'ensemble de la Trilogie a été rééditée au format CD par le Label EMI en 2000.

#### Quatrième Album:Tout brûle déjà
Cinquième Album : Comment rester propre?

#### Position du groupe face aux Majors
Le groupe a toujours revendiqué l'indépendance.

#### Position du groupe au sein du rap Français et des médias
Le groupe critique ouvertement les rappeurs faisant du rap dépolitisé, notamment les rappeurs acceptant d’être diffusés sur la radio Skyrock, la radio ayant porté plainte contre le groupe La Rumeur.
Le groupe soutient le rappeur Sheryo en clashant Akhenaton et son label Virgin via le morceau "Je reste underground" paru sur l'album de Sheryo. Akhenaton ayant d'après eux fait pression sur Virgin pour que ces derniers ne signent pas le rappeur Sheryo.

### Procès (2002–2010)
En 2002, une première plainte est déposée par Skyrock contre un article d'Ekoué, mais le parquet ne poursuit pas.
En juillet 2002, le groupe est attaqué en justice par le Ministère de l’Intérieur, alors dirigé par Nicolas Sarkozy. Leur sont reprochés des propos issus d'un article signé Hamé, publié le 29 avril 2002 dans le fanzine La Rumeur Magazine no 1, accompagnant l'album L'Ombre sur la mesure. Hamé est assigné à comparaître devant le Tribunal de Grande Instance pour « diffamation publique envers la Police nationale ».
En novembre 2004, alors que Dominique de Villepin remplace Sarkozy à l'Intérieur, le Parquet présente un réquisitoire mesuré. Le verdict est rendu le 17 décembre : Hamé est relaxé. Le tribunal a estimé que les propos relevaient de la liberté d'expression, précisant que « replacés dans leur contexte, [les] propos ne constituent qu'une critique des comportements abusifs, susceptibles d'être reprochés sur les cinquante dernières années aux forces de police à l'occasion d'événements pris dans leur globalité ».
En avril 2005, le Ministère de l'Intérieur et le procureur de la République font appel. Hamé comparaît alors devant la Cour d'appel de Paris le 11 mai 2006. Le 22 juin, Hamé est de nouveau relaxé. Le parquet décide de se pourvoir en cassation. Le 26 juin 2007, l'avocat général Di Guardia demande cette cassation au motif que les propos « contenaient des faits déterminés à porter atteinte à l'honneur de la Police nationale  ». Le 11 juillet, la Cour de cassation annule la relaxe. L'affaire est alors renvoyée devant la Cour d'appel de Versailles le 3 juin 2008. Le verdict est prononcé le 23 septembre, Hamé est de nouveau relaxé. Trois jours plus tard, le ministère public décide de se pourvoir une nouvelle fois en cassation.
Le 25 juin 2010, la Cour de cassation rejette le pourvoi, estimant « qu’ayant exactement retenu que les écrits incriminés n’imputaient aucun fait précis, de nature à être, sans difficulté, l’objet d’une preuve ou d’un débat contradictoire, la cour d’appel en a déduit à bon droit que ces écrits, s’ils revêtaient un caractère injurieux, ne constituaient pas le délit de diffamation envers une administration publique ». Cette décision met fin a un « marathon judiciaire » qui a duré huit ans.

### De l'encre(depuis 2011)
En 2011, Hamé et Ekoué réalisent leur propre téléfilm, De l'encre. Il raconte l'histoire d'une jeune rappeuse underground et authentique obligée d'être nègre littéraire d'un slameur commercial. La rappeuse passe ainsi de ses textes profonds refusés par l'industrie du disque à des textes faits pour plaire au grand nombre tout en restant dans l'ombre du slameur qui récolte la gloire de ses textes. De l'encre fait part également de la propre expérience de La Rumeur. Ce téléfilm est diffusé en juin 2011 sur Canal+ dans le cadre des téléfilms indépendants La nouvelle trilogie de Bruno Gaccio.
En 2015, la Rumeur réalise sous la direction d'Hamé et d'Ekoué le film Les Derniers Parisiens (titre original : Mon nom à Pigalle). Les premiers rôles sont attribués à Reda Kateb et Slimane Dazi.

## Style musical et influences
La Rumeur se considère comme un groupe de hip-hop underground hardcore, souhaitant se différencier en cela du milieu du rap français qui, en grande partie selon eux, adapte ses textes aux exigences des radios, quitte à perdre son caractère subversif (cf. Nous sommes les premiers sur... sur l'album Regain de Tension). Aussi, ils refusent d'atténuer leurs textes pour être diffusés sur des radios commerciales telles Skyrock ou Fun Radio[réf. nécessaire].
La Rumeur et Anfalsh sont assez proches dans leurs rapports aux médias, et dans leur conception du rap. Ils ont d'ailleurs écrit et interprété plusieurs morceaux ensemble. Ils définissent leur rap comme du Rap de Fils d'Immigrés par opposition au rap français. La Rumeur est proche aussi de certains groupes de rock. Ainsi Serge Teyssot-Gay, guitariste de Noir Désir, apparaît sur deux albums du groupe. De même, Hamé collabore avec Casey et le groupe Zone Libre, sur l'album L'Angle mort, qui croise noise rock et rap hardcore[réf. nécessaire].

## Discographie

### Albums studio
- 2002 : L'Ombre sur la Mesure
- 2004 : Regain de Tension
- 2007 : Du Cœur à l’Outrage
- 2012 : Tout Brûle Déjà
- 2023 : Comment Rester Propre ?

### Compilations
- 2007 : 1997-2007 Les Inédits
- 2013 : Les Inédits 2
- 2015 : Les inédits, vol. 3

### Mixtapes
- 2008 : Ékoué — Nord Sud Est Ouest épisode 1
- 2009 : Le Bavar et Ékoué — Nord Sud Est Ouest 2e épisode

### Maxis
- 1997 : Volet 1 : Le Poison d'Avril
- 1998 : Volet 2 : Le Franc-Tireur
- 1999 : L'Entre Volets
- 1999 : Volet 3 : Le Bavar & le Paria
- 2002 : Je connais tes cauchemars / Le Prédateur isolé
- 2003 : Nous Sommes les Premiers...
- 2004 : Pourquoi On Resterait Calme ? (P.O.R.C)

## Filmographie
- 2011 : De l’Encre, fiction co-écrite et co-réalisée par Hamé et Ekoué et diffusée sur Canal+
- 2017 : Les Derniers Parisiens, long métrage co-écrit et co-réalisé par Hamé et Ekoué
- 2018 : K contraire, de Sarah Marx
- 2022 : Rue des Dames, long métrage co-écrit et co-réalisé par Hamé et Ekoué[16]